# Лакс, Симон
Симон Лакс (фр. Simon Laks, собственно Шимон Лякс, пол. Szymon Laks; 1 ноября 1901, Варшава — 11 декабря 1983, Париж) — польско-французский композитор, дирижёр и писатель еврейского происхождения.

## Биография
Изучал математику в Виленском, затем в Варшавском университете, позднее переключился на занятия музыкой, поступив в 1921 году в Варшавскую консерваторию. В 1924 году музыка Лакса была впервые исполнена Варшавским филармоническим оркестром. В 1927 году он отправился продолжать своё музыкальное образование в Парижскую консерваторию, где учился до 1929 года у Поля Видаля (композиция) и Анри Рабо (дирижирование).
В 1930-е годы Лакс жил и работал во Франции, используя в своей симфонической, камерной и особенно вокальной музыке элементы блюза, польского, еврейского и французского музыкального фольклора. Он также сочинил музыку к двум фильмам Александра Форда.

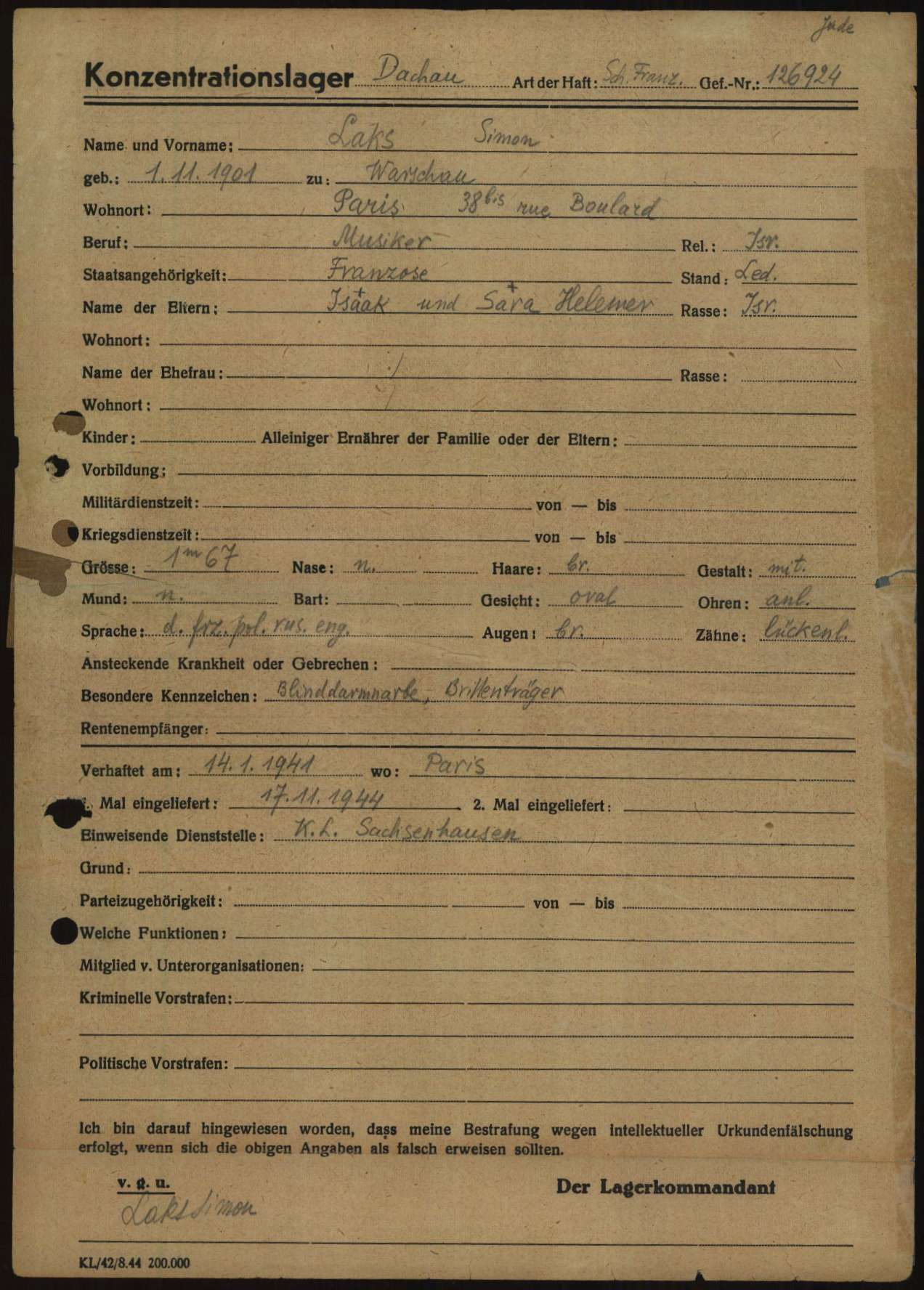
Регистрационная форма Симона Лакса в качестве заключенного в нацистском концентрационном лагере в Дахау

В 1941 году, после нацистской оккупации Франции, Лакс был арестован и помещён в концентрационный лагерь Питивье, а в апреле 1942 года депортирован в концентрационный лагерь Освенцим. В Освенциме он попал в лагерный оркестр, в котором играл на скрипке, занимался аранжировками (в том числе созданием версий с различным составом исполнителей, учитывая возможность внезапного уничтожения любого музыканта), копировал ноты, а в конце концов занял место дирижёра. В октябре 1944 года оркестрантов перевели в Заксенхаузен, а затем в Дахау, где Лакс и был освобождён американскими войсками 29 апреля 1945 года. 18 мая он вернулся в Париж.
Уже в 1947 году вышла книга воспоминаний Лакса «Музыка другого мира» (фр. Musiques d’un autre monde, литературная запись Рене Куди), в которой он настаивал на репрессивной, а не поддерживающей роли музыки в жизни заключённых. Эта книга неоднократно переиздавалась (в ряде случаев под названием «Мелодии Освенцима»); ту же тему Лакс развил в более поздней книге «Освенцимские игры» (пол. Gry oświęcimskie; 1979).
В послевоенные годы Лакс вернулся к музыкальному творчеству, работая в стиле неоклассики и необарокко. В поздние годы он почти полностью посвятил себя литературному творчеству, выпустив на рубеже 1970—1980-х годах около десятка книг.

## Семья
Сын — филолог и историк философии Андрэ Лакс.